# Veliki Bukovec
 Ovo je glavno značenje pojma Veliki Bukovec. Za naselje u općini Mače, Krapinsko-zagorska županija pogledajte Veliki Bukovec (Mače).
Veliki Bukovec je općina i selo u Hrvatskoj.

## Zemljopis
Selo Veliki Bukovec smješteno je na samom rubu Varaždinske i početku Koprivničko-križevačke županije. Okruženo je rijekama Plitvicom, Bednjom i Dravom, koja je najveća i na njoj je drugo najveće akumulacijsko jezero toga tipa u Hrvatskoj. Susjedna sela su Kapela Podravska i Dubovica, a najbliža općina Mali Bukovec.

## Stanovništvo
Prema popisu iz 2001. Veliki Bukovec ima 701 stanovnika, većinom Hrvata. Popis 2011. 1.438 stanovnika
| broj stanovnika | 1504  | 1730  | 1733  | 1928  | 2079  | 2105  | 2143  | 2006  | 2059  | 2102  | 2061  | 1934  | 1605  | 1679  | 1578  | 1438  | 1325  |
|                 | 1857. | 1869. | 1880. | 1890. | 1900. | 1910. | 1921. | 1931. | 1948. | 1953. | 1961. | 1971. | 1981. | 1991. | 2001. | 2011. | 2021. |

| broj stanovnika | 725   | 786   | 850   | 945   | 986   | 1056  | 1059  | 964   | 1001  | 1011  | 997   | 932   | 830   | 767   | 701   | 660   | 660   |
|                 | 1857. | 1869. | 1880. | 1890. | 1900. | 1910. | 1921. | 1931. | 1948. | 1953. | 1961. | 1971. | 1981. | 1991. | 2001. | 2011. | 2021. |

## Spomenici i znamenitosti
- Dvorac Drašković
- Crkva svetog Franje Asiškog

## Šport
- NK Bukovčan Veliki Bukovec (3. ŽNL Varaždinska, 2008./09.)

## Vanjske poveznice
- Službene stranice  Arhivirana inačica izvorne stranice od 11. studenoga 2020. (Wayback Machine)
- NK "Bukovčan"  Arhivirana inačica izvorne stranice od 18. veljače 2009. (Wayback Machine)